# Božidar Slapšak
Božidar Slapšak, slovenski arheolog, * 16. januar 1949, Beograd.
Predava na Oddelku za arheologijo Filozofske fakultete Univerze v Ljubljani.